# Astragalus ebenoides
Astragalus ebenoides är en ärtväxtart som beskrevs av Pierre Edmond Boissier. Astragalus ebenoides ingår i släktet vedlar, och familjen ärtväxter. Inga underarter finns listade i Catalogue of Life.